# Јавно парно купатило у Панчеву
Јавно парно купатило у Панчеву саграђено 1909. године, поседује архитектонско-стилске, културно-историјске и амбијенталне вредности и представља непокретно културно добро као споменик културе. 
Састоји се из једне веће приземне зграде и више помоћних објеката. Главна зграда је разуђене основе и састоји се од централног дела над којим је плитка купола и два идентична бочна крила квадратне основе са преломљеним четвоространим крововима. 
Купатило је подигнуто по плановима архитекте Антуна Шебешћана. У њој се налазило парно купатило, 25 кабина за свлачење, један велики базен са топлом водом и два мања са хладном водом. У осталим просторијама које су окруживале велики базен, налазиле су се просторије са паром, врућим ваздухом, тушевима, просторије за масажу, за одмарање, шест просторија са по једном или две собе са по две каде, итд. У једној од помоћних зграда, које се налазе иза главне уличне зграде, налазило се купатило за сиротињу које се састојало само од тушева. Осим тога, у њој је био и парни казан, две просторије за прање и сушење рубља, као и разне машине. 
Архитектонски је обликовано са стилским обележјима сецесије. Елементи сецесије су некада били далеко богатији у ентеријеру главног објекта (обрада зидова, декорација на вратима, итд.), а данас се углавном налазе на фасадама објекта (геометријски детаљи). Дворишни део био је парковски уређен и заштићен оградом од кованог гвожђа са сецесијском стилском декорацијом. 
Налази се изван зоне заштићеног старог језгра Панчева, али је лоциран у улици која представља приступни амбијент старој зони Потамишја и представља вредан допринос историјском наслеђу Панчева, који је у великој мери девластиран и није приступачан за посету.